# Kass Morgan
Kass Morgan (New York, 21 juli 1984) is een Amerikaanse romanschrijfster.
Morgan is bekend van haar boekenserie The 100. Van die boekenreeks werd een tv-serie gemaakt uitgezonden door de Amerikaanse zender The CW. De serie (7 seizoenen) is ook te zien op Netflix. 